# 흑산초등학교 태도분교
흑산초등학교 태도분교는 전라남도 신안군 흑산면 태도리(상태도)에 있었던 초등학교이다.

## 연혁
- 1948년 1월 8일 태도공립국민학교 설립 인가
- 1948년 9월 1일 태도공립국민학교 개교
- 1957년 9월 24일 태도국민학교 중도분교장 설립 인가
- 1958년 4월 1일 중도분교 개교
- 1967년 4월 1일 도서벽지학교 '갑'급 지정
- 1975년 8월 1일 도서벽지학교 '갑'급 재지정
- 1979년 2월 1일 도서벽지학교 '특'급 조정
- 1982년 3월 1일 도서벽지학교 '갑'급 조정
- 1983년 3월 1일 흑산국민학교 태도분교장 격하 편입, 중도분교장 이관
- 1986년 1월 1일 도서벽지학교 '가'급 조정
- 1996년 3월 1일 흑산초등학교 태도분교 개칭
- 2003년 3월 1일 폐교 및 흑산초등학교 통폐합